# Oksana Markarova
Oksana Serhiyivna Markarova (Rivne, 28 d'octubre de 1976) és una política ucraïnesa, que s'exerceix com a ambaixadora d'Ucraïna als Estats Units des de febrer de 2021. Anteriorment, va ser ministra de Finances en el govern de Volodímir Groisman i Oleksiy Honcharuk.

## Educació
El 1999, Markarova va rebre un mestratge en Ecologia en l'Acadèmia Kíev-Mohyla. El 2001, va completar un mestratge en Finances Públiques i Comerç en la Universitat d'Indiana.

## Carrera
Fins que es va transferir al servei civil el 2015, Markarova va treballar en el sector privat. Durant aquest període, va treballar amb Natalie Jaresko en un fons d'inversió a Kíiv.
Des de març de 2015, Markarova va ser viceministra de Finances sota els successius ministres Natalie Jaresko i Oleksandr Danylyuk. A l'abril de 2016 va ser nomenada Viceministra Primera d'Hisenda.
Per iniciativa d'Oksana Markarova, en 2015 es va crear el portal de dades obertes més gran del sector de finances públiques E-data (e-data.gov.ua), que ara consta de mòduls de gasto.gov.ua, openbudget.gov.ua i proifi.gov.ua. El 2018, Oksana Markarova va rebre el premi Open Data Leader pel major mèrit personal en el desenvolupament de dades obertes.
A més de les seves funcions com a Primera Viceministra de Finances, també va ser nomenada Comissionada d'Inversions el 8 d'agost de 2016, càrrec que va ocupar fins a la seva destitució el 10 de gener de 2019. Durant aquest temps, va manejar la creació i el funcionament de l'Oficina de suport i atracció d'inversions d'UcraniaInvest, i va iniciar la creació del Fons ucraïnès per a empreses emergents.
Després que Oleksandr Danylyuk fos destituït el 7 de juny de 2018 després d'un conflicte amb el primer ministre Volodímir Groisman. Markarova va ser nomenada ministra de Finances interina el 8 de juny de 2018. El 22 de novembre de 2018, el parlament ucraïnès la va nomenar ministra de finances, el seu mandat va acabar al març de 2020.
El 16 de desembre de 2020, Oksana Markarova va rebre l'Orde Nacional del Mèrit de França.
Després del seu mandat com a ministra, Markarova va tornar al sector privat i al seu treball en el consell de supervisió de l'Acadèmia Kíiv-Mohyla.
El 25 de febrer de 2021, el president d'Ucraïna, Volodímir Zelenski, va nomenar a Markarova Ambaixadora d'Ucraïna als Estats Units.
Immediatament després del seu nomenament, Markarova va dir que les seves principals prioritats per al nou càrrec eren expandir "la cooperació amb l'administració de Joe Biden i el diàleg polític basat en el seu ampli suport bipartidista" i "la màxima assistència per al desenvolupament de les empreses ucraïneses als Estats Units" i atreure empreses estatunidenques a Ucraïna".

## Vida personal
Markarova està casada amb el banquer i empresari Danylo Volynets. La família té quatre fills.